# Хорум-Даг
Сільське поселення (сумон) Хорум-Даг (тив.: Хорум-Даг) входить до складу Дзун-Хемчицького кожууну Республіки Тива Російської Федерації.

## Населення
Населення сумона станом на 1 січня року
| Рік    | 2011 | 2012 | 2013 | 2014 | 2015 |
| ------ | ---- | ---- | ---- | ---- | ---- |
| Насел. | 445  | 449  | 434  | 414  | 411  |